# 山崎俊家
山崎 俊家（やまざき としいえ）は、江戸時代前期の外様大名。讃岐国丸亀藩2代藩主。

## 略歴
元和3年（1617年）、当時備中国成羽藩主だった山崎家治の嫡男として生まれる。母は因幡鳥取藩初代藩主池田長吉の養女（実は長吉の弟で備前国岡山藩家老の片桐池田家初代当主池田長政の娘）。正室は豊後国臼杵藩3代藩主稲葉一通の娘。稲葉家との婚姻関係により、豊後国臼杵藩4代藩主稲葉信通、越後国新発田藩3代藩主溝口宣直らと義兄弟の関係となる。母方の従兄弟に備中国松山藩2代藩主池田長常、旗本池田長信、備前国岡山藩家老池田長泰、備前国岡山藩家老池田長久らがいる。尚、義兄溝口宣直の娘が近江仁正寺藩2代藩主市橋政信の継室となり、その娘が俊家の甥（実弟山崎豊治の子）備中国成羽領2代領主山崎義方の正室となっている。
寛永18年（1641年）12月、讃岐国丸亀藩の次期藩主として従五位下・志摩守を叙任された。慶安元年（1648年）3月17日、父家治の死により同年6月14日に家督を継いだ。この際、弟の勝政に1,000石を分与した（ただ、翌年に勝政が死去したため、その所領は俊家に還付されている）。慶安3年（1650年）、幕府より大火消防役を命じられている。一方終生にわたり丸亀城の石垣や堀などの修築に尽力した。慶安4年（1651年）10月26日、丸亀にて死去した。享年35。家督は長男の治頼が継いだ。

## 系譜
- 父：山崎家治（1594-1648）
- 母：因幡鳥取藩初代藩主池田長吉の養女（実は長吉の実弟池田長政の娘）
- 正室：豊後国臼杵藩3代藩主稲葉一通の娘
- 生母不明の子女
  - 長男：山崎治頼（1650-1657）